# Hermann Grossmann
Hermann Grossmann (ur. 21 lipca 1901, zm. 19 listopada 1948 w Landsberg am Lech) – zbrodniarz nazistowski, członek załogi niemieckiego obozu koncentracyjnego Buchenwald i SS-Obersturmführer.
Członek SS, który od sierpnia 1939 pełnił służbę w kompleksie obozowym Buchenwald. Od maja 1940 do marca 1943 dowodził tu 3 kompanią wartowniczą. Od marca 1943 do czerwca 1944 był komendantem podobozu Wernigode. Następnie od lipca 1944 do marca 1945 sprawował funkcję komendanta podobozu Bochumer Verein. Wreszcie pod koniec wojny Grossmann pełnił funkcję komendanta podobozu dla Żydówek w Ragun. Brał aktywny udział w zbrodniach popełnianych na więźniach. Kierował egzekucjami jeńców radzieckich i znęcał się nad więźniami.
Po zakończeniu wojny został osądzony w procesie załogi Buchenwaldu (US vs. Josias Prince Zu Waldeck i inni), który toczył się przed amerykańskim Trybunałem Wojskowym w Dachau. Grossmann został skazany na śmierć przez powieszenie i stracony 19 listopada 1948 w więzieniu Landsberg.